# Avatha pallidior
Avatha pallidior är en fjärilsart som beskrevs av Embrik Strand 1917. Avatha pallidior ingår i släktet Avatha och familjen nattflyn. Inga underarter finns listade i Catalogue of Life.